# Die
Die (okcitansko Diá) je naselje in občina v jugovzhodni francoski regiji Rona-Alpe, podprefektura departmaja Drôme. Leta 2008 je naselje imelo 4.358 prebivalcev.

## Geografija
Kraj leži v pokrajini Daufineji ob reki Drôme znotraj naravnega regijskega parka Vercors, 65 km jugovzhodno od Valence.

## Uprava
Die je sedež istoimenskega kantona, v katerega so poleg njegove vključene še občine Aix-en-Diois, Barsac, Chamaloc, Laval-d'Aix, Marignac-en-Diois, Molières-Glandaz, Montmaur-en-Diois, Ponet-et-Saint-Auban, Pontaix, Romeyer, Saint-Andéol, Saint-Julien-en-Quint, Sainte-Croix in Vachères-en-Quint s 6.256 prebivalci.
Naselje je prav tako sedež okrožja, v katerem se nahajajo kantoni Bourdeaux, La Chapelle-en-Vercors, Châtillon-en-Diois, Crest-Jug/Sever, Die, Luc-en-Diois, La Motte-Chalancon in Saillans s 37.733 prebivalci.

## Zanimivosti
- galo-rimski okopi iz 3. in 4. stoletja,
- vrata Porte Saint-Marcel (glavna mestna vrata iz 3. stoletja),
- Notredamska katedrala, sedež nekdanje škofije, zgrajena v 12. in 13. stoletju,
- stolp La tour de Purgnon, ostanek nekdanjega škofijskega gradu,
- Musée de Die, zgodovinsko-arheološki muzej.

- Notredamska katedrala
- Porte Saint-Marcel
- La tour de Purgnon

## Pobratena mesta
- Frankenau (Hessen, Nemčija),
- Kiskunfélegyháza (Južna velika nižina, Madžarska)
- Varallo Sesia (Piemont, Italija),
- Wirksworth (Anglija, Združeno kraljestvo).